# Kamenné srdce
Kamenné srdce (v originále Hjartasteinn) je islandsko-dánský hraný film z roku 2016, který režíroval Guðmundur Arnar Guðmundsson podle vlastního scénáře. Film zachycuje přátelství dvou chlapců na islandském venkově. V ČR byl uveden v roce 2017 na filmovém festivalu Febiofest.

## Děj
Þór bydlí s matkou a dvěma staršími sestrami ve vesničce na břehu moře. Nejvíc času tráví se svým nejlepším kamarádem Kristjánem a dívkami Betou a Hannou. Rád by si začal chodit s Betou, ale neví, jak jí svých citech říct. Þór také netuší, že city, které vůči němu chová Kristján, jsou více než jen kamarádské.

## Obsazení
| Baldur Einarsson           | Þór      |
| Blær Hinriksson            | Kristján |
| Diljá Valsdóttir           | Beta     |
| Katla Njálsdóttir          | Hanna    |
| Jónína Þórdís Karlsdóttir  | Rakel    |
| Rán Ragnarsdóttir          | Hafdís   |
| Nína Dögg Filippusdóttir   | Hulda    |
| Sveinn Ólafur Gunnarsson   | Sigurður |
| Nanna Kristín Magnúsdóttir | Þórdís   |
| Søren Malling              | Sven     |
| Gunnar Jónsson             | Ásgeir   |
| Daniel Hans Erlendsson     | Haukur   |
| Theodór Pálsson            | Mangi    |
| Sveinn Sigurbjörnsson      | Guðjón   |

## Ocenění
- Mezinárodní filmový festival v Chicagu – Nejlepší film
- Filmový festival v Soluni – Zvláštní cena poroty
- Mezinárodní filmový festival ve Varšavě – Nejlepší režie, Cena ekumenické poroty
- Benátský filmový festival – Queer Lion